# Meliphaga mimikae
Meliphaga mimikae là một loài chim trong họ Meliphagidae.